# Klára Suchá
Klára Suchá, rozená Klepáčková (* 26. července 1987 Cheb), je česká divadelní, televizní a rozhlasová herečka.

## Životopis
Vystudovala herectví na pražské DAMU. V absolventských představeních ztvárnila Ninu v Rackovi, Markétu v Markétě Lazarové, Elmíru v Tartuffovi a Vyvolávače v Kazimírovi a Karolíně. Již během studií hostovala ve Švandově divadle, v inscenacích Její pastorkyňa a Mnoho povyku pro nic. V roce 2010 nastoupila do angažmá v Moravském divadle Olomouc. Ve stejné době účinkovala v představeních Cabaretu Calembour, které založili její spolužáci z DAMU, Jiří Suchý z Tábora, Milan Šotek a Igor Orozovič.
Jejím manželem je herec Jiří Suchý z Tábora. V roce 2015 moderovala Zprávičky na dětské televizi ČT :D.
Kromě toho se též věnuje namlouvání rozhlasových her a audioknih (Tiché roky, Řbitov zviřátek, Královna ohně). Za roli Soni v rozhlasové hře Neviditelný byla nominována na cenu Neviditelný herec, za nejpopulárnější herecký výkon na vlnách Českého rozhlasu. Od roku 2020 je členkou Divadla pod Palmovkou.

## Divadelní role, výběr
- 2008 Karolina Světlá, Pavel Ondruch: Kříž u potoka, Mařička, Divadlo Na Prádle, režie Pavel Ondruch
- 2008 Gabriela Preissová: Její pastorkyňa, Anuša, Švandovo divadlo na Smíchově, režie Michal Lang
- 2009 Ödön von Horváth: Kazimír a Karolína, vyvolávač, Divadlo DISK, režie Mikoláš Tyc
- 2009 Milan Šotek, Igor Orozovič, Jiří Suchý z Tábora: Čertovská kvidoule / Borůvčí, účinkující, Cabaret Calembour, režie kol.
- 2009 William Shakespeare: Mnoho povyku pro nic, komorná (v alternaci s Lenkou Ouhrabkovou), Švandovo divadlo na Smíchově, režie Michal Lang
- 2010 Anton Pavlovič Čechov: Racek, Nina Zarečná, Divadlo DISK, režie Tereza Ludvíková
- 2011 Milan Šotek, Igor Orozovič, Jiří Suchý z Tábora: Cvidoule di Campo, účinkující, Cabaret Calembour, režie kol.
- 2013 Milan Šotek: Plejtvák, Dobromila (v alternaci s Lucií Polišenskou), Cabaret Calembour, režie Milan Šotek
- 2015 Milan Šotek, Igor Orozovič, Jiří Suchý z Tábora a kol.: Kvidoule 3+KK, účinkující (v alternaci s Kristýnou Farag), Cabaret Calembour, režie Milan Šotek
- 2016 Lenka Lagronová: Jako břitva (Němcová), Anka, Stavovské divadlo, režie Štěpán Pácl
- 2020 Maria Goos: Fuk!, Laura (v alternaci s Kamilou Trnkovou), Divadlo pod Palmovkou, režie Petr Zelenka
- 2020 Kateřina Tučková: Žítkovské bohyně, Justýna Ruchárka/Fuksena/sbor (v alternaci s Kamilou Trnkovou), Divadlo pod Palmovkou, režie Michal Lang
- 2020 Tomáš Dianiška: Pusťte Donnu k maturitě, účinkující, Divadlo pod Palmovkou, režie F. X Kalba
- 2020 Tomáš Dianiška: 294 Statečných, Jindřiška Nováková (v alternaci s Kamilou Trnkovou), Divadlo pod Palmovkou, režie Tomáš Dianiška
- 2020 Philip Ridley: Tajemná záře nad Vilou, Jill, Divadlo Letí, režie Martina Schlegelová

## Filmografie
| Rok  | Název                       | Role                  | Poznámky                                |
| ---- | --------------------------- | --------------------- | --------------------------------------- |
| 2008 | Anglické jahody             |                       |                                         |
| 2010 | Doktor pro zvláštní případy | Hronkova dcera Anička | televizní film                          |
| 2010 | Osudové peníze              |                       | televizní film                          |
| 2012 | Kriminálka Anděl            |                       | televizní seriál, díl: „Černý Mušketýr“ |
| 2015 | Vraždy v kruhu              |                       | televizní seriál, díl: „Smrt nad zlato“ |
| 2015 | Zprávičky                   | moderátorka           | televizní pořad pro děti                |
| 2020 | Zrádci                      | náměstkova žena       | televizní seriál                        |
| 2021 | Božena                      | Karolina Staňková     | televizní seriál                        |